# Kirby Misperton
Kirby Misperton – wieś w Anglii, w hrabstwie North Yorkshire, w dystrykcie (unitary authority) North Yorkshire. Leży 33 km na północny wschód od miasta York i 303 km na północ od Londynu. W 2007 miejscowość liczyła 350 mieszkańców.